# Kokkolan jäähalli
Die Kokkolan jäähalli (deutsch Kokkola-Eishalle) ist eine Eissporthalle in der finnischen Stadt Kokkola. Sie wird hauptsächlich für Eishockeyspiele genutzt und bietet hierfür Platz für 4200 Zuschauer. Maximal finden 5220 Zuschauer in der Halle Platz. Die Halle wurde im Jahr 1988 eröffnet und ist Heimstätte des Eishockeyvereins Kokkolan Hermes, der in der Mestis, der zweithöchsten finnischen Eishockeyliga, spielt.